# Lionello Caffaratti
Lionello Caffarati (Rovigo, 23 marzo 1892 – Brindisi, 8 ottobre 1916) è stato un militare e aviatore italiano, particolarmente distintosi nel corso della prima guerra mondiale. Decorato con due medaglie d'argento al valor militare e due croci al merito di guerra.

## Biografia
Nacque a Rovigo il 23 marzo 1892. dopo aver conseguito il diploma presso il Liceo classico della sua città natale nel luglio 1910, il 20 novembre dello stesso anno si arruola nella Regia Marina, iniziando a frequentare la Regia Accademia Navale di Livorno, da cui uscì con il grado di guardiamarina nel 1913. Promosso sottotenente di vascello nel 1915, dovette chiedere al padre il suo consenso per poter entrare nel Servizio Aeronautico della marina, che gli venne subito accordato. Conseguito il brevetto di pilota in quello stesso anno presso la Scuola di volo di Taranto, e nel febbraio 1916 compì il primo volo addestrativo nel cielo di Brindisi, venendo in seguito assegnato alla ricostituita (2 marzo) 13ª Squadriglia da ricognizione marittima a Taranto. Al comando del capitano pilota Leopoldo De Rada il 3 marzo la squadriglia si imbarca per Valona, Albania a bordo della nave portaidrovolanti Europa. Arrivata a destinazione, la squadriglia si posizionò al Campo di Saline, assegnata al XVI Corpo d'armata, trasferendosi successivamente su un altro campo di volo da dove iniziò i voli operativi il 17 marzo. Il 1 aprile prese all'aerosbarco di Punta, vicino a Fier, effettuato con due Macchi L.1 uno dei quali da lui pilotato, che portò alla distruzione di installazioni nemiche e dei depositi di carbone. Alla missione partecipano il tenente di vascello Giovanni Roberti di Castelvero, e i capitani Leopoldo De Rada e Fausto Pesci, nonché due motoristi. Per tale azione fu insignito della Medaglia d'argento al valor militare.
Il 15 aprile la 13ª Squadriglia fu ridenominata 34ª Squadriglia MF (Maurice Farman) con sede a Krionero, Valona, rimanendo sempre al comando del capitano De Rada. Nel maggio del 1916 il suo aereo fu attaccato da un caccia nemico mentre ritornava da una azione di bombardamento su Durazzo, e in quella occasione rimase ferito ad una gamba. Volando a bordo di un idrovolante Farman MF.14 compì anche una incursione su Durazzo, che fu portata a conoscenza del pubblico con un comunicato dell'Agenzia Stefani in data 29 settembre. Purtroppo perse la vita in un volo di collaudo, insieme al pari grado Mario Primicerio, quando il suo aereo precipitò in mare l'8 ottobre, a poca distanza dagli hangar della base navale di Brindisi. I due piloti saranno raccolti dalla nave appoggio sommergibili Giovanni Bausan, ma egli spirò a bordo per le gravi ferite riportate alla testa ed al torace. Un piazzale di Rovigo porta il suo nome.

### Fonti
1. 1 2 3  Mancini 1936, p. 132.
2. 1 2 3 4 5 6 7 8 9 10 11  Raito, Burato 2010, p. 78.
3. ↑  Antonellini 2008, p. 140.